# سوت فرمانروا
سوت فرمانروا کتابی از فریبا کلهر است که در سال ۱۳۶۸ منتشر و در مراسم کتاب سال جمهوری اسلامی ایران به‌عنوان کتاب برگزیده معرفی شد.